# Effet Ettingshausen
L'effet Ettingshausen (appelé également second effet Nernst–Ettingshausen) est un phénomène thermoélectrique (ou thermomagnétique) qui affecte le courant électrique dans un conducteur lorsqu'un champ magnétique est présent.
Albert von Ettingshausen (en) et son étudiant de thèse Walther Nernst étudiaient l'effet Hall dans le bismuth, lorsqu'ils observèrent un courant perpendiculaire inattendu lorsqu'un côté de l'échantillon était chauffé. Ceci correspond à l'effet Nernst. Réciproquement, en appliquant un courant (selon l'axe y) et un champ magnétique perpendiculaire (selon l'axe z) un gradient de température apparait selon l'axe x. Ceci correspond à l'effet Ettingshausen. Du fait de l'effet Hall, les électrons sont forcés à se déplacer perpendiculairement au courant appliqué. À cause de l'accumulation des électrons sur un côté de l'échantillon, le nombre de collisions s'accroît et le matériau s'échauffe.

Gradient de température dû à l'effet Ettingshausen avec l'application d'un champ magnétique et d'un courant électrique.

Cet effet est quantifié par le coefficient d'Ettingshausen P, défini par :
{\displaystyle P={\frac {1}{|B_{z}|J_{y}}}{\frac {\mathrm {d} T}{\mathrm {d} x}}}
où dT/dx est le gradient de température qui résulte de la composante y Jy de la densité de courant électrique (en A/m2) et de la composante z Bz du champ magnétique.
Dans la plupart des métaux tels que le cuivre, l'argent et l'or P est de l'ordre de 10−16 m·K et l'effet est donc difficile à observer avec les champs magnétiques usuels. Dans le bismuth, le coefficient d'Ettingshausen est de plusieurs ordres de grandeur supérieur à cause de sa faible conductivité thermique, et vaut (7,5 ± 0,3) × 10−4 m·K.